# 寝たきり疾走ラモーンズ
『寝たきり疾走ラモーンズ』(ねたきりしっそうラモーンズ)は、2016年に制作、2017年に発売された日本のオリジナルビデオ。ドキュメンタリー。監督は島田角栄。

## 概要
NHK Eテレ「バリバラ」などに出演する“寝たきり芸人"あそどっぐ。
脊髄性筋萎縮症を発症し、目、口、指1本だけを動かして笑いを表現する彼を赤裸々にカメラで追う。

## キャスト
- あそどっぐ

## スタッフ
- 監督：島田角栄